# Gering (Nebraska)
Gering er en amerikansk by og administrativt centrum for det amerikanske county Scotts Bluff County, i staten Nebraska. Gering har 8.564(2020) indbyggere.

## Ekstern henvisning
- Gerings hjemmeside (engelsk)